# Nick Tate
Nicholas John „Nick” Tate (ur. 18 czerwca 1942 w Sydney) – australijski aktor telewizyjny, filmowy i głosowy, występował w roli Alana Cartera, szefa pilotów w serialu RAI/ITV Kosmos 1999.

## Życiorys

### Wczesne lata
Urodził się w Sydney jako syn Johna Tate, który był rosyjskiego pochodzenia, i Nevy Carr Glyn. Jego dziadkowie ze strony matki byli również aktorami, pochodzącymi z Irlandii i Wielkiej Brytanii, gdzie występowali w wodewilu.

### Kariera
Debiutował na małym ekranie jako Davey w australijskim serialu telewizyjnym Mój brat Jack (My Brother Jack, 1965). Następnie przez osiemnaście miesięcy na scenie i na terenie całego kraju grał Nicholasa Dzielnego w produkcji muzycznej Opowieści kanterberyjskie. Występował także w filmach: Oto jest głowa zdrajcy (1966), Bitwa o Anglię (1969) czy Krzyk wolności (1988).
W 2000 roku użyczył głosu australijskiemu biznesmenowi Ozzie Mandrillowi w grze Escape from Monkey Island.

## Filmografia

### Filmy fabularne
- 1966: Oto jest głowa zdrajcy (A Man for All Seasons) jako mistrz w broni
- 1969: Bitwa o Anglię (Battle of Britain) jako pilot RAF
- 1976: Poletko diabła (The Devil’s Playground) jako brat Victor
- 1977: Dziwna sprawa końca cywilizacji (The Strange Case of the End of Civilization as We Know It) jako Australijczyk
- 1985: Pusta plaża (The Empty Beach) jako Brian Henneberry
- 1987: Krzyk wolności (Cry Freedom) jako Richie
- 1988: Krzyk w ciemności (Evil Angels) jako Charlwood
- 1988: Olive (TV) jako Anthony Wheeler
- 1991: Hook jako Noodler
- 1992: Lady Boss (TV)
- 1992: Syn prezydenta (The President’s Child, TV) jako Lipton
- 1996: Usłane różami (Bed of Roses) jako Bayard
- 2011: Elita zabójców (Killer Elite) jako komandor B
- 2013: Wielki Gatsby (The Great Gatsby) jako taksówkarz

### Filmy animowane
- 1986: Rycerz Ivanhoe (Ivanhoe) jako sir Cedric (głos)
- 1987: Legenda o dzielnym Rob Royu (Rob Roy) (głos)

### Seriale TV
- 1970–1971: Dynastia (Dynasty) jako Peter Mason
- 1968: Sherlock Holmes jako James McCarthy
- 1974: Ryan jako Moore
- 1975–1977: Kosmos 1999 (Space: 1999) jako Alan Carter
- 1985–1986: Synowie i córki (Sons and Daughters) jako James Hamilton
- 1987: Latający doktorzy (The Flying Doctors) jako Nigel Haughton
- 1988: Boon jako Ross Townsend, australijski turysta na statku
- 1990: Star Trek: Następne pokolenie jako Dirgo
- 1992: Napisała: Morderstwo jako inspektor Stillwell
- 1992: Matlock jako Bob
- 1993: Cywilne wojny (Civil Wars) jako Jason Gould
- 1996: Napisała: Morderstwo jako Tim Jarvis
- 1996: Ich pięcioro jako profesor
- 1998: JAG (serial telewizyjny) jako Jimmy Blackhorse
- 1998: Doktor Quinn jako Martin 'Avishominis' Chesterfield
- 1999: Z Archiwum X jako dr Eugene Openshaw
- 2000: Diagnoza morderstwo jako kpt. Kennedy
- 2000: JAG (serial telewizyjny) jako sędzia
- 2001: Szczury nabrzeża (Water Rats) jako Senior sierżant Ray Bock
- 2003: Ucieczka w kosmos (Farscape) jako R. Wilson Munroe
- 2004: Lost: Zagubieni jako Ray Mullen
- 2013: Słodkie kłamstewka (Pretty Little Liars) jako Louis Palmer
- 2016: Rake jako Julian Tallow